# Peter Gration
Peter Courtney Gration (nascido a 6 de Janeiro de 1932) é um antigo general do Exército Australiano, que serviu como Chefe de Estado Maior General entre 1984 e 1987, e depois como Comandante das Forças Armadas da Austrália, entre 1987 e 1993.